# Sipange
Sipange is een bestuurslaag in het regentschap Tapanuli Tengah van de provincie Noord-Sumatra, Indonesië. Sipange telt 2477 inwoners (volkstelling 2010).